# Потап
Пота́п (копт. ⲡⲁⲧⲁⲡⲏ, греч. Πατάπιος, церковная форма — Пота́пий) — мужское имя египетского происхождения, происходящее от егип. Pȝ-dỉ-Ḥp "данный Аписом".
Уменьшительные формы имени в русском языке — Потапка, Потаня, Пота, Патя.
Производными от имени являются фамилии Потапов, Потапенко, Потапчук и т.п., а также отчество, перешедшее в нарицательное название медведя — Потапович.

## Известные носители
- Емельянов, Пётр (Потапий) Андреевич — священник.
- Петр (в миру Потапий Федорович Ладыгин) — схиепископ.
- Потапенко, Алексей Андреевич (Потап) — украинский автор и исполнитель песен, композитор, продюсер.